# Temporada 1963-64 de los Detroit Pistons
La temporada 1963-64 fue la 16.ª de los Pistons en la NBA, y la 7.ª en su localización de Detroit, Míchigan. La temporada regular acabaron con 23 victorias y 57 derrotas, ocupando la última posición de la División Oeste y no logrando clasificarse para los playoffs.

## Elecciones en elDraft
| Ronda | Puesto | Jugador        | Posición | Nacionalidad   | Universidad |
| ----- | ------ | -------------- | -------- | -------------- | ----------- |
| 1     | 4      | Eddie Miles    | Escolta  | Estados Unidos | Seattle     |
| 2     | 12     | Jerry Smith    | Base     | Estados Unidos | Furman      |
| 3     | 21     | Mike McCoy     |          | Estados Unidos | Miami (FL)  |
| 4     | 30     | Dave Erickson  |          | Estados Unidos | Marquette   |
| 5     | 39     | Bill Small     |          | Estados Unidos | Illinois    |
| 6     | 48     | Reggie Harding | Pívot    | Estados Unidos |             |
| 7     | 57     | Ira Harge      |          | Estados Unidos | New Mexico  |
| 8     | 66     | Gary Silc      |          | Estados Unidos |             |
| 9     | 71     | Ernie Durston  |          | Estados Unidos | Seattle     |

## Temporada regular
| División Oeste           | División Oeste | División Oeste | División Oeste | División Oeste | División Oeste | División Oeste | División Oeste | División Oeste |
| Equipo                   | G              | P              | %              | PD             | Casa           | Fuera          | Neutral        | Div            |
| ------------------------ | -------------- | -------------- | -------------- | -------------- | -------------- | -------------- | -------------- | -------------- |
| x-San Francisco Warriors | 48             | 32             | .600           | –              | 25–14          | 21–15          | 2–3            | 29–17          |
| x-St. Louis Hawks        | 46             | 34             | .575           | 2              | 27–12          | 17–19          | 2–3            | 30–16          |
| x-Los Angeles Lakers     | 42             | 38             | .525           | 6              | 24–12          | 15–21          | 3–5            | 24–22          |
| Baltimore Bullets        | 31             | 49             | .388           | 17             | 20–19          | 8–21           | 3–9            | 16–24          |
| Detroit Pistons          | 23             | 57             | .288           | 25             | 9–21           | 6–25           | 8–11           | 13–33          |

## Estadísticas
| Rk | Jugador          | Edad | P  | PT | MP   | TC  | TCI  | %TC  | 3P | 3PI | %3P | 2P  | 2PI  | %2P  | TL  | TLI | %TL  | RO | RD | RT   | AS  | RB | TAP | BP | FP  | PTS  |
| 1  | Ray Scott        | 25   | 80 |    | 37.1 | 6.7 | 16.3 | .412 |    |     |     | 6.7 | 16.3 | .412 | 4.1 | 5.7 | .719 |    |    | 13.5 | 3.1 |    |     |    | 3.7 | 17.6 |
| 2  | Bailey Howell    | 27   | 77 |    | 35.1 | 7.8 | 16.5 | .472 |    |     |     | 7.8 | 16.5 | .472 | 6.1 | 7.5 | .809 |    |    | 10.1 | 2.7 |    |     |    | 3.8 | 21.6 |
| 3  | Johnny Egan      | 25   | 24 |    | 34.9 | 4.4 | 10.7 | .410 |    |     |     | 4.4 | 10.7 | .410 | 2.4 | 2.8 | .838 |    |    | 2.6  | 4.8 |    |     |    | 3.2 | 11.1 |
| 4  | Don Ohl          | 27   | 71 |    | 33.3 | 7.0 | 17.2 | .408 |    |     |     | 7.0 | 17.2 | .408 | 3.2 | 4.7 | .680 |    |    | 2.5  | 3.2 |    |     |    | 3.1 | 17.3 |
| 5  | Donnie Butcher   | 27   | 52 |    | 29.9 | 3.2 | 7.5  | .421 |    |     |     | 3.2 | 7.5  | .421 | 2.3 | 3.7 | .616 |    |    | 5.0  | 3.4 |    |     |    | 3.8 | 8.6  |
| 6  | Reggie Harding   | 21   | 39 |    | 29.7 | 4.7 | 11.8 | .400 |    |     |     | 4.7 | 11.8 | .400 | 1.6 | 2.5 | .622 |    |    | 10.5 | 1.3 |    |     |    | 3.1 | 11.0 |
| 7  | Jackie Moreland  | 25   | 78 |    | 22.8 | 3.5 | 8.2  | .426 |    |     |     | 3.5 | 8.2  | .426 | 2.1 | 2.7 | .781 |    |    | 5.2  | 1.6 |    |     |    | 3.4 | 9.1  |
| 8  | Bob Ferry        | 26   | 74 |    | 20.6 | 4.0 | 9.1  | .445 |    |     |     | 4.0 | 9.1  | .445 | 2.5 | 3.8 | .667 |    |    | 5.8  | 1.3 |    |     |    | 2.4 | 10.6 |
| 9  | Dave DeBusschere | 23   | 15 |    | 20.3 | 3.5 | 8.9  | .391 |    |     |     | 3.5 | 8.9  | .391 | 1.7 | 2.9 | .581 |    |    | 7.0  | 1.5 |    |     |    | 2.1 | 8.6  |
| 10 | Willie Jones     | 27   | 77 |    | 20.0 | 3.4 | 8.8  | .390 |    |     |     | 3.4 | 8.8  | .390 | 1.3 | 1.8 | .709 |    |    | 3.3  | 2.2 |    |     |    | 2.7 | 8.2  |
| 11 | Darrall Imhoff   | 25   | 58 |    | 15.0 | 1.8 | 4.3  | .414 |    |     |     | 1.8 | 4.3  | .414 | 1.2 | 2.0 | .605 |    |    | 4.9  | 1.0 |    |     |    | 2.9 | 4.8  |
| 12 | Bob Duffy        | 23   | 42 |    | 14.4 | 2.1 | 4.9  | .425 |    |     |     | 2.1 | 4.9  | .425 | 0.9 | 1.3 | .679 |    |    | 1.3  | 1.8 |    |     |    | 1.1 | 5.1  |
| 13 | Eddie Miles      | 23   | 60 |    | 13.5 | 2.2 | 6.2  | .353 |    |     |     | 2.2 | 6.2  | .353 | 1.0 | 1.5 | .713 |    |    | 1.6  | 1.0 |    |     |    | 1.5 | 5.4  |
| 14 | Larry Staverman  | 27   | 20 |    | 12.8 | 2.2 | 4.1  | .537 |    |     |     | 2.2 | 4.1  | .537 | 1.3 | 2.0 | .667 |    |    | 3.5  | 0.6 |    |     |    | 2.5 | 5.7  |
| 15 | Kevin Loughery   | 23   | 1  |    | 2.0  | 1.0 | 4.0  | .250 |    |     |     | 1.0 | 4.0  | .250 | 0.0 | 0.0 |      |    |    | 0.0  | 0.0 |    |     |    | 2.0 | 2.0  |